# Serenade (álbum)
Serenade es el noveno álbum de estudio del cantautor estadounidense Neil Diamond, publicado el 27 de septiembre de 1974 por Columbia Records.

## Lista de canciones

### Lado A
1. "I've Been This Way Before" - 3:45
2. "Rosemary's Wine" - 2:41
3. "Lady Magdelene" - 6:58
4. "The Last Picasso" - 4:24

### Lado B
1. "Longfellow Serenade" - 3:50
2. "Yes I Will" - 4:35
3. "Reggae Strut" - 3:35
4. "The Gift of Song" - 2:22

## Créditos
- Neil Diamond - voz, guitarra
- Richard Bennett - guitarra
- Emory Gordy, Jr. - bajo
- Alan Lindgren, David Paich - teclados, piano
- Dennis St. John - batería
- Jimmie Haskell - arreglos